# Dynama-2 Mińsk
Dynama-2 Mińsk (biał. ФК «Дынама-2» Мінск) – białoruski klub piłkarski z siedzibą w Mińsku.

## Historia
Chronologia nazw:
- 1946–1991: Dynama-d Mińsk (biał. «Дынама-д» (Мінск))
- 1992: Dynama-2 Mińsk (biał. «Дынама-2» (Мінск))
- 1992–1993: Biełaruś Mińsk (biał. «Беларусь» (Мінск))
- 1993–1998: Dynama-93 Mińsk (biał. «Дынама-93» (Мінск))
- 1998–...: Dynama-2 Mińsk (biał. «Дынама-2» (Мінск))

Jest drugą drużyną klubu Dynama Mińsk. Od 1946 uczestniczyła w Mistrzostwach ZSRR jako drużyna rezerwowa Dynama-d Mińsk (litera "d" oznacza dubl - rezerwa). W 1992 startowała w pierwszych Mistrzostwach Białorusi jako Dynama-2 Mińsk. Latem 1992 zmieniła nazwę na Biełaruś Mińsk. Latem 1993 na bazie drużyny założony klub Dynama-93 Mińsk, który istniał do 1998. Potem klub występował jako druga drużyna Dynama.

## Osiągnięcia
- Wicemistrz Białorusi (1): 1994
- Puchar Białorusi (1): 1995
- Finalista Pucharu Białorusi (1): 1997